# Hôtel de la Caisse d'épargne d'Avignon
L’hôtel de la Caisse d’épargne est un bâtiment du début du XXe siècle situé à Avignon, en France.

## Situation et accès
L’édifice est situé au no 110 de la rue Joseph-Vernet, au sud du centre-ville d’Avignon, et plus largement à l’ouest du département de Vaucluse.

## Histoire

### Concours
Au printemps 1912, un concours pour la construction d’un hôtel de la Caisse d’épargne est ouvert pour les architectes de Vaucluse, Rhône, Isère, Drôme, Hérault, Tarn et Bouches-du-Rhône,. La construction est alors prévue à l’emplacement de l’immeuble sis 55 rue Théodore-Aubanel. Les projets ayant été jugés « excellents », les 2e, 3e, 4e primes sont augmentées et une 5e est ajoutée.
| Prix | Candidat       | Ville du candidat  |
| ---- | -------------- | ------------------ |
| 1er  | L. Busquet     | Avignon (Vaucluse) |
| 2e   | E. Joulie      | Valence (Drôme)    |
| 3e   | Olagnier       | Avignon (Vaucluse) |
| 4e   | Louis Valentin | Avignon (Vaucluse) |
| 5e   | P. Richard     | Lyon (Rhône)       |
| 5e   | A. Richard     | Lyon (Rhône)       |